# Uleåborgs saluhall
Uleåborgs saluhall är en saluhall som ligger vid Salutorget i staden Uleåborg i Norra Österbotten.
Saluhallsbyggnaden som är i nygotisk stil är ritad av arkitekterna Karl Lindahl och Valter Thomé. Saluhallen invigdes år 1901. I början hade hallen 62 handlarplatser längs två passager..